# Derek Barton
Derek Harold Richard Barton (Gravesend, Inglaterra; 8 de septiembre de 1918-College Station, Texas, Estados Unidos; 16 de marzo de 1998) fue un químico y profesor universitario británico, especializado en química orgánica, galardonado con el Premio Nobel de Química de 1969, compartido con Odd Hassel, «por sus contribuciones al desarrollo del concepto de conformación y su aplicación en química».

## Biografía
Derek Barton nació el 8 de septiembre de 1918, hijo de Thomas y Maude Henrietta Barton, en Gravesend, en el condado británica de Kent. Fue a la Gravesend Grammar School (de 1926 a 1929), a la King's School en Rochester (de 1929 a 1932) y a la Tonbridge School (de 1932 a 1935). Su padre era un carpintero y maderero y después de su muerte en 1935, Derek Barton trabajó en el negocio familiar. Sin embargo, esta actividad no le dejó satisfecho, por lo que continuó su educación en el Medway Technical College en 1937. En 1938 obtuvo el título requerido para el acceso a la universidad.
En 1938 entró en el Imperial College of Science and Technology, Universidad de Londres, donde se graduó en 1940 con un BSc en Química. Obtuvo su PhD (doctorado) en Química Orgánica en 1942. Durante la Segunda Guerra Mundial, no siendo apto para el servicio militar por razones médicas, trabajó como químico para el Gobierno, investigando para la guerra (de 1942 a 1944). En 1944 Barton se casó con Jeanne Wilkins. Tuvieron un hijo y se divorciaron en 1969. De 1944 a 1945 trabajó para la empresa Albright and Wilson, en Birmingham, una empresa química. Tras ello desempeñó el cargo de profesor ayudante y luego de research fellow en el Imperial College of Science and Technology de Londres en el Departamento de Química. Trabajó allí de 1945 a 1949, enseñando Fisicoquímica y Química Inorgánica. Además pudo investigar sobre su disciplina preferida, la química orgánica. En el Imperial College investigó los compuestos triterpenoidales, hidrocarburos policíclicos que ocurren naturalmente. Estos frecuentemente presentan estereoisomería, lo que le indujo a ocuparse con el análisis conformacional.
Entre 1946 y 1949 también fue reseach fellow para Imperial Chemical Industries. Durante este período pudo ampliar sus investigaciones para incluir los esteroides. Éstos son compuestos con aplicaciones en medicina, pero fueron difíciles de obtener de fuentes naturales y también difíciles de sintetizar. Las investigaciones de Barton mejoraron la síntesis de esteroides. En 1949 Barton aceptó un puesto en la Universidad de Harvard como profesor visitante de Química de los Productos Naturales, que mantuvo hasta 1950. Fue allí y también en 1950, que escribió el artículo sobre el análisis de la conformación por lo que ganó el premio Nobel. Fue titulado "The conformation of the steroid nucleus" y apareció en 1950 en una revista suiza llamada "Experientia".
En 1950 Derek Barton fue nombrado reader de Química Orgánica en el Birkbeck College y en 1953, profesor en la misma institución. En Birkbeck College siguió trabajando en esteroides y terpenoides, al tiempo que exploraba otras ramas de la química orgánica, incluida la biosíntesis de alcaloides. En 1954 fue elegido fellow de la Royal Society of Chemistry. En 1955 fue nombrado profesor de Química en la Universidad de Glasgow. En Glasgow Barton cooperó con expertos en cristalografía de rayos X para investigar más a fondo las estructuras de moléculas orgánicas, un método que luego sustituyó el análisis conformacional, e investigó reacciones fotoquímicas.
En 1957 fue nombrado profesor de Química Orgánica en el Imperial College, donde trabajó los siguientes veinte años. En 1958 Barton fue profesor visitante de Arthur D. Little en el Instituto Tecnológico de Massachusetts y en 1959, profesor visitante de Karl Folkers en las Universidades de Illinois y Wisconsin. En el Imperial College, entre otros temas, investigó la fotoquímica y en 1960 descubrió la Reacción de Barton junto con un grupo de investigadores del Research Institute for Medicine and Chemistry en Cambridge, Massachusetts, que Barton visitó varias veces. Las investigaciones de Barton también facilitaron un método más practicable de producir aldosterona, una hormona que controla el balance de electrólitos en el cuerpo humano. Hasta entonces, solamente hubo una pequeña cantidad de aldosterona pura en el mundo, que se medía en miligramos, pero mediante el método de Barton se podía producirla en cantidades mucho mayores. Barton también encontró métodos mejorados para la síntesis de varios otros compuestos orgánicos importantes para la biología. Estudiantes y colegas de muchos países acudieron al Imperial College para trabajar con él.
En 1969 Derek Barton recibió el Premio Nobel de Química junto con Odd Hassel. Este año también se casó con una francesa, Christiane Cognet. Barton fue elegido presidente de la Chemical Society en 1973. Durante este período investigó la biosíntesis de alcaloides en plantas. En 1975 desarrolló, junto con Stuart McCombie, un método para aumentar la actividad de algunos antibióticos. Se llama reacción de Barton-McCombie y tiene muchas otras aplicaciones en la síntesis orgánica.
En 1978 Derek Barton había alcanzado la edad para la jubilación forzosa y para evitarla se fue a Francia, siendo nombrado en 1978 director del Institute de Chimie des Substances Naturelles (Instituto de Química de las Sustancias Naturales), con sede en Gif-sur-Yvette, Francia. (Hablaba el francés con fluidez.) Allí pudo seguir investigando, entre otros el uso de radicales en síntesis orgánicas, los reactivos llamados ésteres de Barton, la vitamina D y la penicilina.
En 1985 Barton otra vez tenía que escapar la jubilación y se fue a la Universidad de Texas A&M. En 1986 la Universidad de Texas A&M nombró a Barton Profesor Distinguido. Ocupó esta posición durante doce años hasta su muerte. En 1992 murió su esposa Christiane y el año siguiente se casó con Judith Von-Leuenberger Cobb, que le sobrevivió. Hasta su muerte, Derek Barton continuó dando clases en la universidad, asesorando empresas e investigando nuevas reacciones químicas. Durante su vida publicó más de mil artículos científicos.

### Honores
En 1954 fue elegido miembro de la Royal Society y de la Academia Internacional de Ciencia. En 1956 se convirtió en miembro de la Royal Society de Edimburgo. En 1965 fue nombrado miembro del Council for Scientific Policy.
Fue galardonado en 1961 con la medalla Davy, concedida por la Royal Society «en reconocimiento a sus distinguidos investigaciones en química orgánica, particularmente sobre la estructura y estereoquímica de los productos naturales de terpeno y series de esteroides; y el análisis de la conformación de estructuras cíclicas».
En 1969, Barton fue galardonado con el premio Nobel en Química, compartido con Odd Hassel, «por sus contribuciones al desarrollo del concepto de conformación y sus aplicaciones en química».
Fue nombrado Caballero del Imperio británico en 1972 por la reina Isabel II del Reino Unido pero escogió ser conocido como "sir Derek" solo en el Reino Unido.
En 1974 fue nombrado doctor honoris causa por la Universidad de La Laguna.
En 1995 fue distinguido con la medalla Priestley, concedida por la American Chemical Society.

## Investigaciones científicas
Especialista en Química orgánica, en 1950 Barton mostró que a las moléculas orgánicas se le puede asignar una conformación preferida basada en resultados acumulados por fisicoquímicos, en particular por Odd Hassel, por lo que ambos recibieron el premio Nobel en Química de 1989. Usando esta nueva técnica de "análisis conformacional" mediante la difracción de rayos X, ayudó más tarde a determinar la geometría de muchas otras moléculas complejas de productos naturales.
Su nombre es también recordado por un número de reacciones en Química orgánica como la Reacción de desoxigenación Barton-McCombie.